# エメラルドエース
エメラルドエース（英: EMERALD ACE）は、日本の商船三井が運航する、マーシャル諸島船籍（便宜置籍船）の自動車運搬船である。太陽光発電システムとリチウムイオン電池を搭載した世界初のハイブリッド船として誕生した。2012年に三菱重工業神戸造船所で竣工したが、三菱重工業の造船部門の再編により、同造船所で建造される最後の商船となった。

## 特徴
商船三井では2009年から2010年にかけて、「船舶維新」と題して次世代船の構想をまとめた。その一環として、再生可能エネルギーを使用して港内航行及び停泊中の排出ガスゼロを目指した「ISHIN-I」構想を発表。甲板上へのソーラーパネルの設置しやすさ、復原性確保のために船底に積んでいるバラスト水の重量をリチウムイオン電池に置き換えることで積載量に影響を与えにくいことから、船種を自動車運搬船とした。
本船は商船三井・三菱重工業・パナソニックの共同開発で、国土交通省の「船舶からのCO2削減技術開発支援事業」の補助を受けた。甲板に設置された出力210ワットの太陽電池モジュール768枚には、耐塩害や耐風圧などが考慮され、両面が強化ガラスで覆われている。総発電量は約160kWで、一般家庭約50軒分に相当する。リチウムイオン電池の総容量は電気自動車約100台分に相当する2.2MWhで、蓄電池312本を1モジュールとして、20モジュールを組み込んだ電池ユニット52台が船底に設置されている。各モジュールは難燃性の仕切り板で区切られ、重量があることから船の姿勢を安定させる固体バラストの役割も持つ。太陽電池で発電した直流の電力は、パワーコンディショナーで交流440Vに変換して利用される。従来の船舶では、停泊時でも船内で使用する電力を確保するためディーゼル発電機を運転させる必要があったが、本船では船内の負荷が少ないときには発電機を完全に停止することができ、荷役時などにおいても、発電機を複数稼働していたところをハイブリッドシステムと併用することでディーゼルの稼働台数を減らすことが可能となる。本船での船舶のハイブリッド化の実証により、今後の建造船においては港内運航時の電気推進システムや荷役に要する電力をリチウムイオン電池より供給し、港内で主機やディーゼル発電機を停止した運用も想定される。
小型乗用車の場合の積載可能台数は6400台。貨物デッキは12層あり、そのうち2層は高さを変えることにより大型車や重機なども積載可能な構造としている。
2012年3月9日、兵庫県神戸市の三菱重工業神戸造船所にて、商船三井社長（当時）の武藤光一、命名・支綱切断役として本田技研工業社長の伊東孝紳夫妻ら多数が出席して命名・進水式を行った。同造船所で建造される1296番目の船舶で、1905年の操業開始から107年の歴史の中で最後に建造された商船となった。同社における商船建造事業は、長崎造船所と下関造船所に移管される。
本船は、日本船舶海洋工学会が主催するシップ・オブ・ザ・イヤー2012の大型貨物船部門賞を受賞した。